# 海王星的卫星

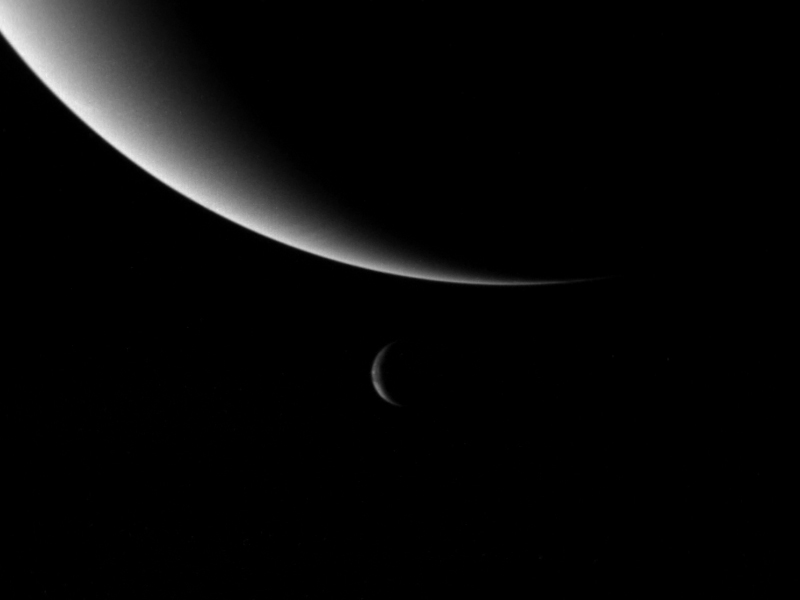
1989年旅行者2号飞过3天后所拍海王星（上）和海卫一的照片。

截至2024年2月，海王星已知拥有16颗天然卫星，这些卫星都是以希腊和罗马神话中的水神命名。其中最大的一颗仍然是威廉·拉塞尔在發現海王星之後僅17天，于1846年10月10日发现的海卫一；第二颗卫星海卫二（勒德）则在超过一世纪后才发现。
海衛一是唯一擁有行星質量的不規則衛星，也就是說它的軌道與海王星的自轉方向相反，軌道相對於赤道也是傾斜的。這顯示它不是與海王星同時形成，而是被海王星的引力捕獲的。太陽系第二大的被捕獲衛星是土衛九（費比），但它的質量僅有海衛一的萬分之三。海衛一的捕獲，可能發生在海王星與它的衛星系統形成一段時間之後，對海王星原始的衛星系統而言是一場毀滅性的災難。擾亂了它們原有的軌道，所以它們相互撞擊形成碎石礫的盤面。海衛一的質量夠大，可以達到流體靜力平衡的狀態，並能夠保留稀薄的大氣層，可以形成雲層和霧靄。
海卫一的轨道内側还有7颗规则卫星，其运行轨道与海王星相同，並且靠近海王星的赤道面；在海王星环内也有一些衛星，这些卫星中最大的是海卫八（普羅秋斯），它們都是在海王星捕获海卫一，并且在海卫一的轨道变圆后从之前的碎石礫盤面中重生的。在海卫一的外层，海王星还拥有6颗不规则卫星，海卫二也是其中之一，其运行轨道距离海王星要远得多，并且倾角也很大：其中有3颗卫星拥有顺行轨道，其餘几颗则是逆行轨道。从不规则卫星的角度来说，海卫二的轨道很不尋常，它的离心率异常之大，距海王星最近的点也异常之近，表明它很可能曾是规则卫星，但其运行轨道在海王星捕获海卫一之際发生了根本性的变化。海卫十 （普薩瑪忒）和海卫十三 （Neso）是海王星最外层的两颗不规则卫星，其运行轨道也是迄今在太阳系中所有卫星里最大的。

## 发现和命名

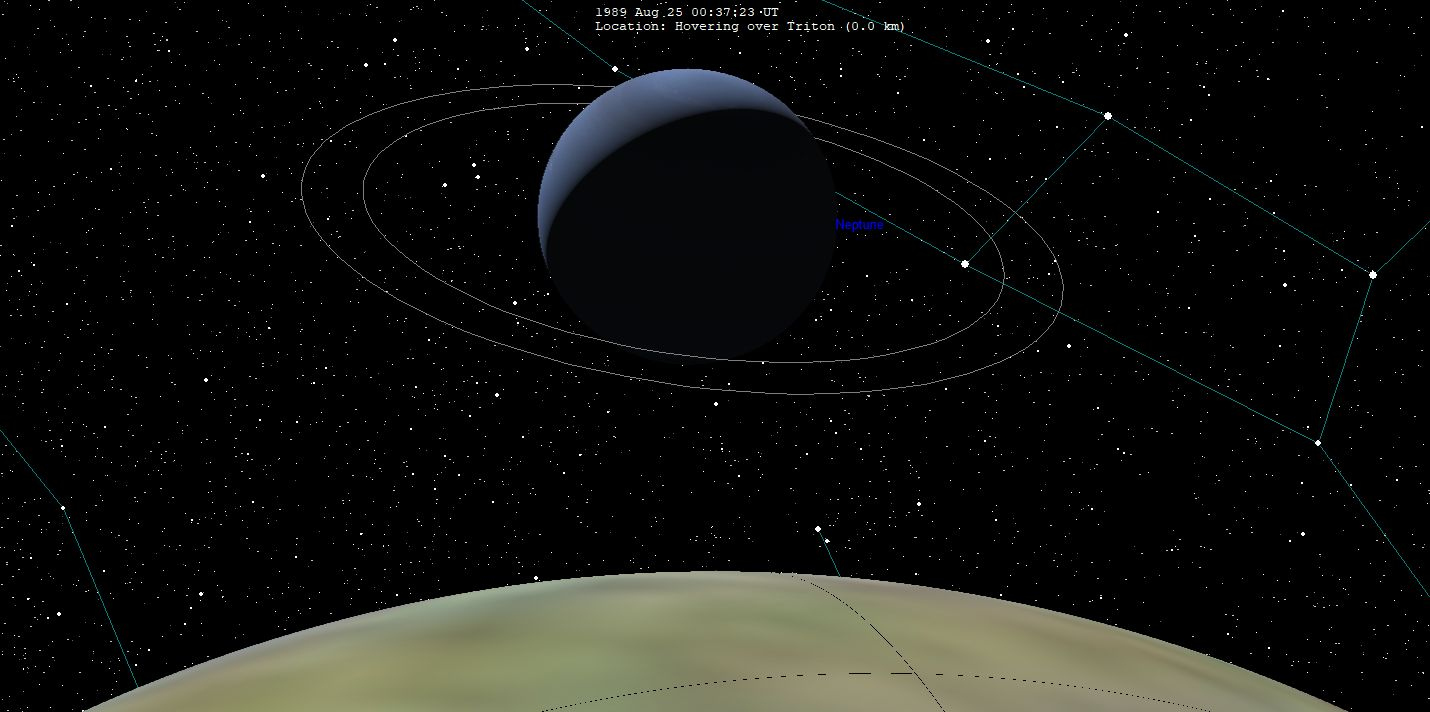
从海卫一上看海王星的模拟视图

### 发现
1846年10月10日，威廉·拉塞尔发现了海卫一，这时距海王星的發現才只不过17天。过了一个多世纪后，杰拉德·柯伊伯于1949年发现了海卫二。1981年5月24日，哈罗德··雷西玛（Harold J. Reitsema）、威廉··哈伯德（William B. Hubbard）、拉里··勒博夫斯坦（Larry A. Lebofsky）和大衛·J·托倫发现了第三颗卫星，这颗卫星之后命名为海卫七（拉里薩）。這几位天文学家当时在观测一颗恒星靠近海王星的現象，类似于4年前找到天王星环的觀測。如果有环存在，那么恒星的光度会在到达最接近海王星之前略微下降。但实际上恒星的光度只出现了几秒钟的衰減，这表明该位置并没有行星环，而較可能有一颗卫星。
1989年，旅行者2号飞过海王星，除再次发现海卫七外，还发现了5颗内圈卫星：海卫三、海卫四、海卫五、海卫六和海卫八。2001年，人类两次采用大型地面望远镜一共发现了5颗外层卫星，海王星的卫星总数由此上升到13颗。并且2002和2003年分别进行的两次跟进调查都确认了这5颗外层卫星的存在，分别是海卫九、海卫十一、海卫十、海卫十二和海卫十三。2002年的观测中还发现了第六颗可能的卫星，但此后再也没能重新发现，有可能这并不是卫星，而是一颗半人马小行星，但由于这颗星体与海王星的相对位置在超过一个月的时间里都没有大幅变化，所以还是有可能是一颗卫星。根据估计，人类观测到这颗星体时，其直径约为33公里，距海王星的距离约为2510万公里。
2013年7月15日，SETI协会以马克·R·肖沃尔特（Mark R. Showalter）领头的一群天文学家向《天空与望远镜杂志》透露，他们从2004到2009年哈勃太空望远镜拍摄的照片中找到了之前未知的第14颗海王星卫星，这颗卫星直径约35公里，之前被称为，在2019年2月將其命名為Hippocamp。

### 命名
海卫一直到20世纪才拥有正式的名称，卡米伊·弗拉马利翁在1880年出版的著作《大众天文学》中建议以一词为其命名，不过这个名称至少要到20世纪30年代才获得普遍接受。这以前，人们通常会直接把海卫一称为“海王星的卫星”。海王星的其它卫星有些是以罗马水神命名，以呼应海王星尼普顿作为海神王的地位；还有些是源于希腊神话，通常是海神波塞冬儿女的名字（海卫一、海卫八、海卫五和海卫四都是如此），还包括希腊神话中的低级水神（那伊阿得斯代表海卫三，涅瑞伊得斯代表海卫二）和某位海仙女（海卫九、海卫六、海卫十三、海卫十一、海卫十二、海卫十一）。有两颗小行星的名称与海王星的卫星相同，分别是巫女星（与海卫六相同）和小行星1162（与海卫七相同）。

## 特征
海王星的卫星可以分成规则卫星和不规则卫星两类。距离海王星比较近的7颗卫星属规则卫星，其在轨道上的前进方向与自转方向相同，并与行星的赤道面接近。包括海卫一在内的另外7颗卫星则都是不规则卫星，拥有逆行或偏向于逆行的轨道，轨道距离海王星非常远，在轨道上的前进方向与自转方向相反。这其中只有海卫一例外，虽然其轨道仍属逆行，但距离海王星比较近并且基本呈圆形。

### 规则卫星
根据与海王星的距离从近到远排列，该行星的所有规则卫星分别是：海卫三、海卫四、海卫五、海卫六、海卫七、海衛十四和海卫八。距行星最近的海卫三在所有内层卫星中只比海衛十四大，而海卫八则是海王星最大的规则卫星和第二大卫星。这些内圈卫星与海王星环密切相关。海卫三和海卫四这两颗距行星最近的卫星轨道位于伽勒环和勒威耶环之间。不过这两颗卫星也可以视为勒威耶环的一部分，因为其轨道正处于该环以内。
海卫六的轨道位于海王星最显眼的亚当斯环以内。这个环非常狭窄，宽度不超过50公里，内嵌有5条光亮的环弧。海卫六的引力使得亚当斯环的粒子处在径向方向上的一片有限范围内，整个环的宽度因此较为狭窄。环内粒子和海卫六之间的多种共振也能起到维持环弧稳定性的作用。
海王星的所有规则卫星中，只有最大的两颗已经拍摄有分辨率足以识别其形状和表面特征的照片。海卫七的直径约为200公里，属长条状；海卫八的拉长程度不大，但也不完全是球形，类型于不规则多面体，拥有多个平面和略向内凹的面，直径在150到250公里之间。海卫八的直径有约400公里，比土星的卫星土卫一要大，但土卫一却完全是椭圆形。这种差异可能是因海卫八过去受到的碰撞破坏导致。海卫八的表面坑坑洼洼，还显示有多条线状特征。其上最大的坑直径超过150公里。
海王星的所有内层卫星都是暗天体，其几何反照率只有7%到10%。光谱分析结果表明，这些卫星都是由冰和一些非常暗的物质（可能是复杂的有机化合物）组成。从这个角度上来说，这些卫星与天王星的内层卫星类似。

### 不规则卫星

上图描述的是除海卫一外海王星所有卫星的轨道。黄色线条是近心点到远心点的位置和距离，线条与Y轴的倾角代表轨道离心率。X轴上方是顺行卫星，下方是逆行卫星，其上的数字单位是Gm，其下的百分数则是占希尔球半径的比例

根据与海王星的距离从近到远排列，该行星的所有不规则卫星分别是：海卫一、海卫二、海卫九、海卫十一、海卫十二、海卫十三和海卫十，这其中既有顺行行星，又有逆行行星。最外层的5颗卫星与其他气体巨行星的不规则卫星类似，并且很可能是由海王星的引力捕获，相比之下，规则行星大多是原生的。
海卫一和海卫二是两颗不同寻常的不规则卫星，另外5颗则与其它外行星的外层不规则卫星类似。首先，海卫一和海卫二是太阳系中已经发现的最大两颗不规则卫星，其中海卫一甚至比其他所有已知的不规则卫星要大上一个数量级；其次，两卫星的半长轴都异常之小，其中海卫一的半长轴比其他所有已知的不规则卫星都要小一个数量级；第三，两卫星的轨道离心率都很不寻常：海卫二的轨道离心率在所有已知不规则卫星中处于最高之列，而海卫一的轨道却近乎是正圆形；最后，海卫二的轨道倾角也是所有已知不规则卫星中最小的。

#### 海卫一

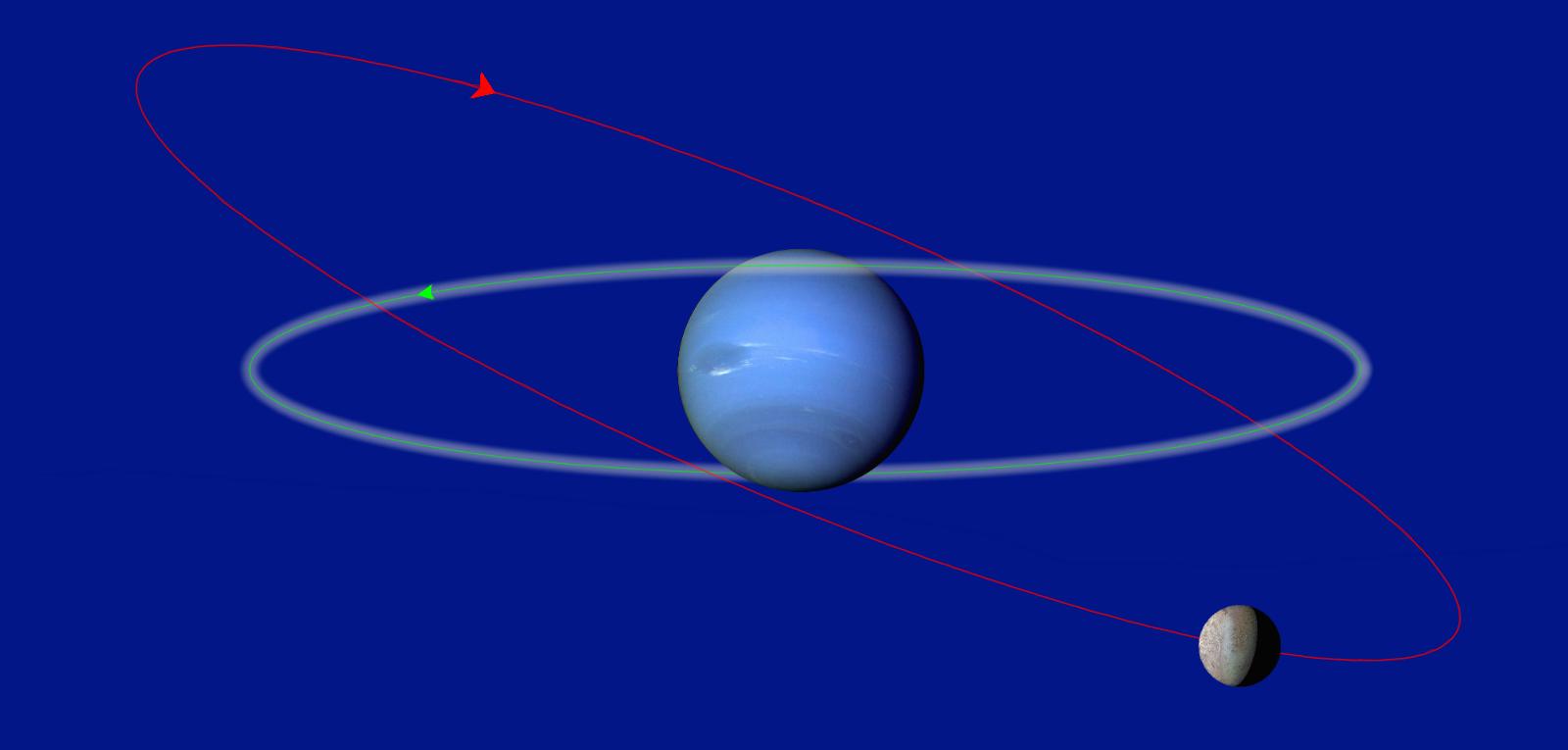
海卫一的轨道和运转方向（红）与大多数卫星的轨道（绿）的比较

海卫一的轨道为逆行且基本呈圆形，科学家认为这是一颗经引力捕获的卫星。海卫一是太阳系中发现的第二颗拥有实质性大气层的卫星，其中大部分是氮，还有少量的甲烷和一氧化碳，卫星表面气压约为14微巴。1989年，旅行者2号在这片薄薄的大气层中观测到了类似云和雾的形态。海卫一是太阳系中最寒冷的天体之一，表面温度仅有约零下235.2°C，覆盖有氮气、甲烷、二氧化碳和挥发性的冰，几何反照率很高，超过70%；球面反照率更高，达90%。海卫一的表面有大规模的南极冠，有地堑和陡坎纵横穿插的古老陨石坑平原，以及类似于冰火山内生过程形成的年代较近的地表特征。旅行者2号的观测发现，受到太阳加热的极冠中存在多处活动的间歇泉，其喷出的水柱有8米高。海卫一的密度相对较高，约为每立方厘米2克，表明其质量中岩石约占三分之二，剩下的三分之一则是冰。海卫一的地下深处可能有液态水层，形成地下海洋。

#### 海卫二
海卫二的质量在海王星的所有卫星中排第三。其轨道虽为顺行，但离心率非常高，科学家认为这本是颗规则卫星，但在海王星捕获海卫一期间经引力相互作用转移到现有轨道。经光谱分析表明，海卫二的表面有冰存在。卫星表面存在大规模且不规则的变化，这可能是因为其形状细长、表面存在亮点和暗点，并且旋转过程混乱或是被迫进动导致。

#### 其它不规则卫星
海卫十一和海卫十二拥有顺行轨道，海卫九、海卫十和海卫十三拥有逆行轨道。海卫十和海卫十三的轨道非常接近，这表明两者很有可能是由另一颗更大的卫星分裂而来。载至2014年6月，海卫十和海卫十三的轨道仍是太阳系中已发现的所有行星中最大的，绕行海王星需要25年时间，平均相当于地球到月球距离的125倍。海王星的希尔球也是太阳系中最大的，这主要是因为它离太阳很远，所以可以控制如此遥远的行星。不过，木星卫星的轨道在木星希尔球中所占平均比例是太阳系所有行星中最高的，而加尔尼群和帕西法尔群中的木星卫星在木星希尔球中所占平均比例都比海卫十和海卫十三要大。

## 构成
在太阳系所有气体巨行星的卫星中，海王星的卫星质量分布最不平衡。海卫一的质量占到所有卫星质量的99%以上，其它所有卫星加起来还只有0.33%。这有可能是因为海卫一是在海王星原有的卫星系统形成后再捕获的，大部分原有卫星都在这一捕获过程中被摧毁。

海王星卫星质量比例，蓝色表示海卫一，红色代表其它所有卫星的总和

被海王星捕获后，海卫一的轨道离心率一直很高，这会造成原有的内层海王星卫星轨道混乱，令其发生碰撞并形成碎石盘。这也意味着海王星如今的内层卫星很可能并非原本与海王星一起形成的天体。只有在海卫一的轨道基本稳定成环状后，才有一些碎石相互吸附形成如今的规则卫星。这一重大干扰也很可能是海王星的卫星系统没有像别的气体巨型星那样、行星和卫星的质量遵循10000比1比例的重要原因。
多年来，各种学说对海卫一的捕获原理提出了不同的理解。其中一种假说属于三体问题，认为海卫一之前可能是柯伊伯带一对双小行星天体的组成部分，这对双小行星一起遇到了海王星，海卫一得以幸存下来并从此被海王星捕获。
数值模拟表明，海卫九和海卫二有41%的可能曾在过去的某个时间里发生过碰撞。虽然无法确定是否的确有发生过这样一次碰撞，但两颗卫星的外观颜色很接近（都是灰色），这表明海卫九有可能是海卫二的一块碎片。

## 表格
| ‡ 顺行不规则卫星 | ♠ 逆行不规则卫星 |

下表中列出了所有海王星的已知卫星，默认按轨道周期从短到长排行。不规则卫星的表格中有颜色。海卫一是唯一一个大到足以实现流体静力平衡的卫星，令其表面坍缩成类球面，这颗卫星的名称将以加粗字体显示。
| 顺序 | 標示序號 | 名称      | 原名 （发音）                   | 图像 | 尺寸 （千米）                   | 质量 （×1016kg） | 半长轴 （km） | 轨道周期 （天） | 轨道倾角 （°） | 离心率   | 发现年份 | 发现者       |
| ---- | -------- | --------- | ------------------------------- | ---- | ------------------------------- | ---------------- | ------------- | --------------- | -------------- | -------- | -------- | ------------ |
| 1    | III      | 海卫三    | （/ˈneɪ.əd/）                   |      | 66 (96 × 60 × 52)               | ≈ 19             | 48227         | 0.294           | 4.691          | 0.0003   | 1989     | 旅行者2号    |
| 2    | IV       | 海卫四    | （/θəˈlæsə/）                   |      | 82 (108 × 100 × 52)             | ≈ 35             | 50074         | 0.311           | 0.135          | 0.0002   | 1989     | 旅行者2号    |
| 3    | V        | 海卫五    | （/dɪˈspaɪnə, dɪˈspiːnə, dɛ-/） |      | 150 (180 × 148 × 128)           | ≈ 210            | 52526         | 0.335           | 0.068          | 0.0002   | 1989     | 旅行者2号    |
| 4    | VI       | 海卫六    | （/ˌɡæləˈtiːə/）                |      | 176 (204 × 184 × 144)           | ≈ 375            | 61953         | 0.429           | 0.034          | 0.0001   | 1989     | 旅行者2号    |
| 5    | VII      | 海卫七    | （/ləˈrɪsə/）                   |      | 194 (216 × 204 × 168)           | ≈ 495            | 73548         | 0.555           | 0.205          | 0.0014   | 1981     | 雷西玛等人   |
| 6    | XIV      | 海衛十四  | （/ˈhɪpoʊkæmp/）                |      | 34.8 ± 4.0                      | ≈ 2.2            | 105300 ± 50   | 0.936           | -              | -        | 2013     | 肖沃尔特等人 |
| 7    | VIII     | 海卫八    | （/ˈproʊtiəs/）                 |      | 420 (436 × 416 × 402)           | ≈ 5035           | 117646        | 1.122           | 0.075          | 0.0005   | 1989     | 旅行者2号    |
| 8    | I        | 海卫一♠   | （/ˈtraɪtən/）                  |      | 2705.2±4.8 (2709 × 2706 × 2705) | 2140800±5200     | 354759        | −5.877          | 156.865        | 小于10-7 | 1846     | 拉塞尔       |
| 9    | II       | 海卫二‡   | （/ˈnɪəriː.ɪd/）                |      | ≈ 340 ± 50                      | ≈ 2700           | 5513818       | 360.13          | 7.090          | 0.7507   | 1949     | 柯伊伯       |
| 10   | IX       | 海卫九♠   | （/hælɪˈmiːdiː/）               |      | ≈ 62                            | ≈ 16             | 16611000      | −1879.08        | 112.898        | 0.2646   | 2002     | 霍尔曼等人   |
| 11   | XI       | 海卫十一‡ | （/ˈseɪ.oʊ/）                   |      | ≈ 44                            | ≈ 6              | 22228000      | 2912.72         | 49.907         | 0.1365   | 2002     | 霍尔曼等人   |
| 12   | XII      | 海卫十二‡ | （/ˌleɪoʊməˈdiːə/）             |      | ≈ 42                            | ≈ 5              | 23567000      | 3171.33         | 34.049         | 0.3969   | 2002     | 霍尔曼等人   |
| 13   | X        | 海卫十♠   | （/ˈsæməθiː/）                  |      | ≈ 40                            | ≈ 4              | 48096000      | −9074.30        | 137.679        | 0.3809   | 2003     | 谢泼德等人   |
| 14   | XIII     | 海卫十三♠ | （/ˈniːsoʊ/）                   |      | ≈ 60                            | ≈ 15             | 49285000      | −9740.73        | 131.265        | 0.5714   | 2002     | 霍尔曼等人   |